# Selika I
Selika I is een bestuurslaag in het regentschap Kaur van de provincie Bengkulu, Indonesië. Selika I telt 371 inwoners (volkstelling 2010).